# Martin Camaj
Martin Camaj, född den 21 juli 1925 i Temal i Bashkia e Shkodrës, död den 12 mars 1992 i München, var en albansk lingvist och författare.
Camaj studerade vid ett jesuitiskt kollegium i Shkodra i Albanien och senare vid bland annat Belgrads universitet. Han undervisade i albanska vid Roms universitet 1960 och var professor i albanologi vid Münchens universitet 1970–1990. Camaj bedrev akademisk forskning i albanska språket och i albanska dialekter, i synnerhet arberesjiska, samt inom folklore. Han skrev också poesi och prosa på albanska med modern udd och betydelse för albansk skönlitteratur.

### Fotnoter
1. ↑  Brockhaus Enzyklopädie, Brockhaus Enzyklopädie-ID: camaj-martin, läst: 9 oktober 2017.[källa från Wikidata]
2. ↑  Gemeinsame Normdatei, läst: 29 april 2014.[källa från Wikidata]
3. ↑  Library of Congress Authorities, USA:s kongressbibliotek, läst: 24 augusti 2019.[källa från Wikidata]
4. ↑  Gemeinsame Normdatei, läst: 31 december 2014.[källa från Wikidata]
5. ↑  http://www.martin-camaj.de/de/home/martin-camaj/biographie.html